# Oileides fenestratus
Oileides fenestratus is een vlinder uit de familie van de dikkopjes (Hesperiidae). De wetenschappelijke naam van de soort is voor het eerst geldig gepubliceerd in 1788 door Johann Friedrich Gmelin.